# Piatus von Seclin

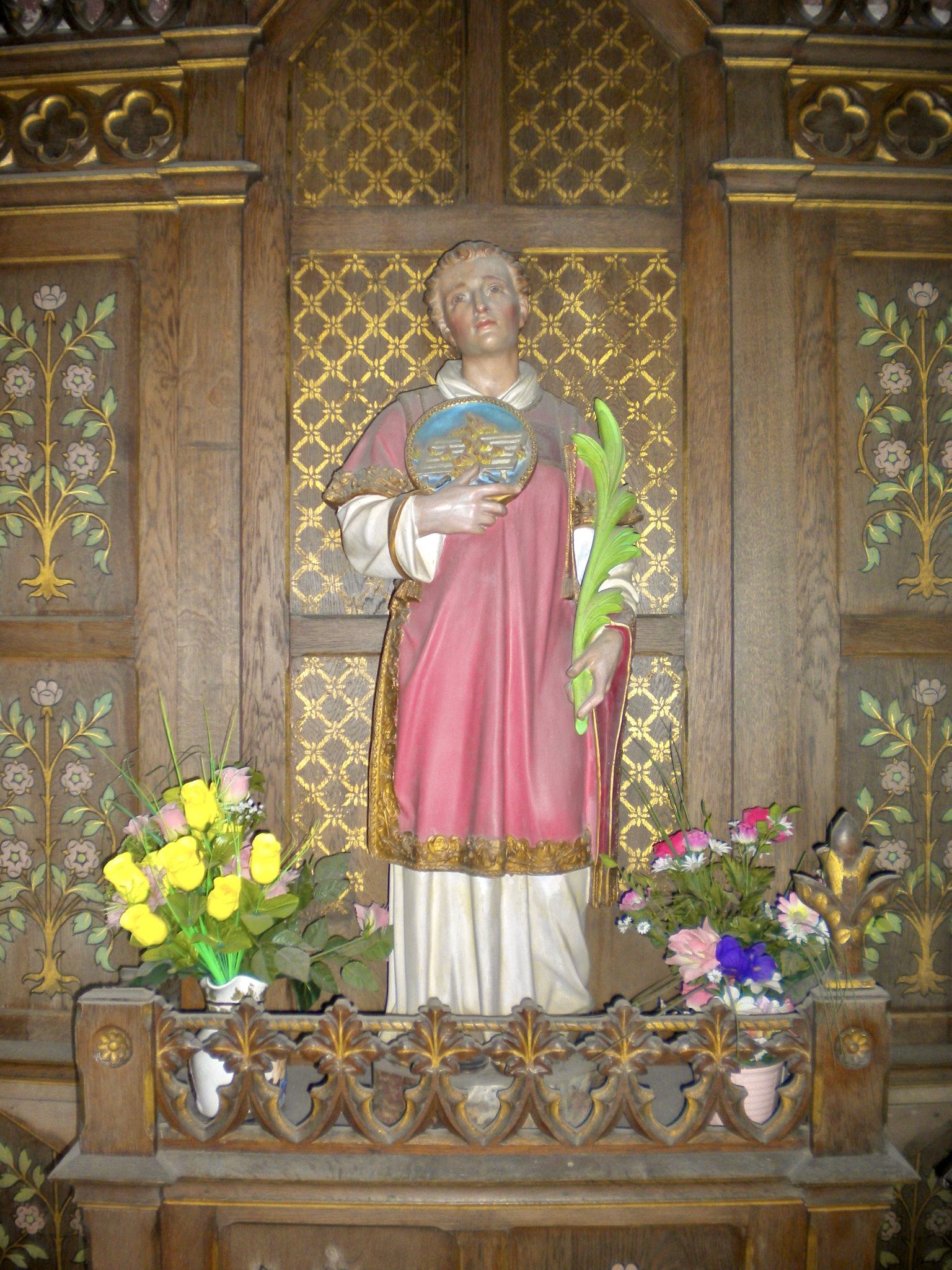
Statue des hl. Piatus in einer Kapelle in Anstaing
(19. Jh.)

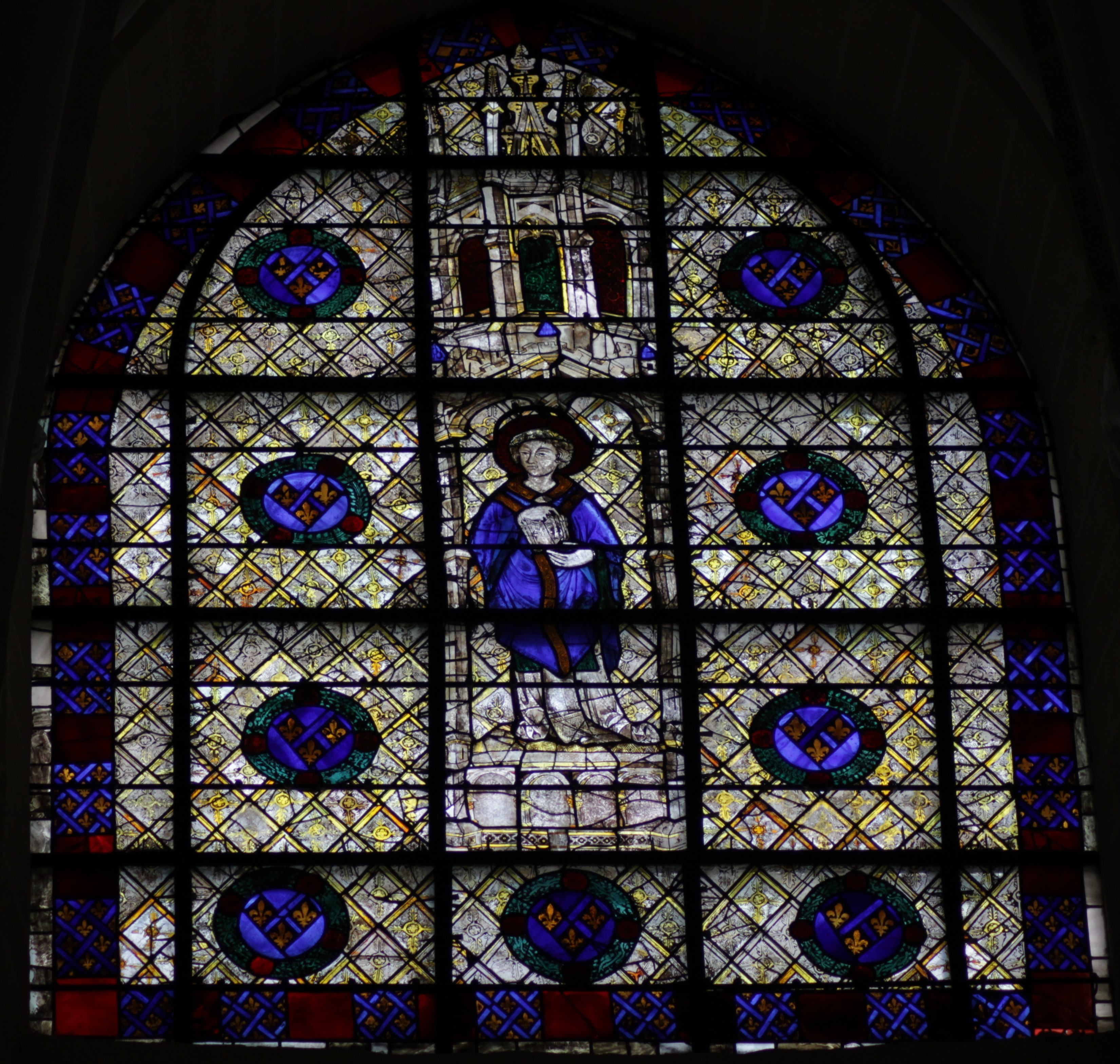
Bildnis des hl. Piatus; Glasfenster im Chorumgang der Kathedrale von Chartres (um 1350)

Piatus von Seclin oder Piatus von Tournai (französisch Piat; * in Benevento; † um 286 oder 299 in Tournai oder Seclin) wurde der christlichen Überlieferung zufolge vom Papst entsandt, um den gallischen Volksstamm der Menapier zu missionieren. Er ist ein Heiliger der römisch-katholischen Kirche und gehört zur Gruppe der „Kopfträger“ (Cephalophoren). Sein Festtag ist der 1. Oktober, in Tournai der 3. Oktober.

## Vita
Das wenige, das über Piatus bekannt ist, stammt aus der erst nach dem 10. Jahrhundert einsetzenden Überlieferung. Angeblich war er Priester und ein Gefährte des heiligen Dionysius von Paris. Unter Kaiser Maximian (reg. 286–305) soll er um die Jahre 286 oder 299 das Martyrium durch Abtrennung der Schädeldecke erlitten haben; angeblich habe er diese aufgehoben und sei bis zu der Stelle gegangen, wo er bestattet werden wollte.

## Verehrung
Seine Gebeine wurden angeblich im Jahr 641 von Bischof Eligius von Noyon beim Ort Seclin aufgefunden. Einige Reliquien gelangten auch nach Chartres. Mehrere Kirchen im heutigen Belgien und im Norden Frankreichs tragen sein Patrozinium. In Tournai findet ihm zu Ehren alljährlich eine Prozession mit einem neu angefertigten Kopfreliquiar statt.

## Darstellung
Piatus wird zumeist im Priestergewand und mit einer Märtyrerpalme als Heiligenattribute dargestellt.